# حلزون سیب
حلزون سیب یا حلزون طلائی آکواریوم جانوری نرم‌تن و شکم‌پایان است که ساکن نواحی گرمسیری و معتدل و از بزرگ‌ترین حلزون‌های آب شیرین به‌شمار می‌آید که غیرعادی هستند چون شش و آبشش را با هم دارد. این جانور برای تولید مثل هم نیاز جنس ماده و هم نر دارد چون بر خلاف بسیاری از حلزون‌ها، نرماده نیست.
نام علمی: Ampullaria cuprina
نام رایج: حلزون طلایی
خاستگاه: آسیا(به علت محبوبیت به تمام نقاط جهان راه یافته‌اند)
سطح نگهداری: ۱۰: ۱۰
اجتماعی بودن: عالی
اندازه بالغ: ماده و نر ۷ سانتیمتر
دمای مناسب: ۱۸ تا ۲۸ درجه سانتیگراد
پی اچ: ۶ الی ۸
توضیحات: معمولاً حلزون‌ها در آکواریوم رایج نیستند، ولی اگر در آکواریومی وجود داشته باشند، در همه جای آن می‌چرخند و جلبک‌ها را پاک می‌کنند و از مواد زائدشان، آنفوزوئرها تولید می‌شوند، که غذای ایده عالی برای نوزادان تازه از تخم خارج شده می‌باشد. از جمله فواید این حلزون، علاقه زیاد او به خزه‌ها و جلبک هاست که این امر موجب می‌شود شیشه آکواریوم را به خوبی تمیز کند. در برخی مواقع اشتهای بیش از حد این حلزون موجب می‌شود که به گیاهان درون آکواریوم صدمه وارد کند که این یک نکته منفی است. برای ثابت نگهداشتن دوام لاکشان به آب کمی سخت نیاز دارند. حلزون سیب دارای رنگ‌های متنوعی است. از جمله رنگ‌های این حلزون می‌توان به قهوه‌ای، قهوه‌ای مایل به زرد، سفید، زرد و حتی آبی، بنفش، صورتی و سبز اشاره نمود. در آکواریوم‌های خانگی، فعالیت حلزون سیب بیشتر در طول شب انجام می‌گیرد و در هنگام روز به مناطق تاریک تر آکواریوم پناه می‌برد.
تغذیه: حلزون سیب توانایی قابل توجهی در تغییر رژیم غذایی خود دارد. این نرم‌تن می‌تواند انواع گیاهان، غذاهای سایر ماهی‌ها و حتی ماهی‌های مرده را به عنوان غذا مصرف کند. برگ کاهوی آب‌پز، مهمترین غذای آنهاست.
تولید مثل: تولید مثل و تکثیر حلزون سیب به سادگی صورت می‌پذیرد. در صورت مساعد بودن شرایط آب و بالا بودن دما، حلزون سیب در آکواریوم تخمریزی می‌نماید. آن‌ها به بالای سطح آب صعود کرده و تخم‌های صورتیشان را روی همدیگر روی شیشه‌های آکواریوم می‌گذارند تا زمانی که تخم‌ها به دانه‌های تمشک شباهت پیدا کنند. به شرطی که خیلی خشک نشوند طی سه هفته باز خواهند شد و سپس بچه‌ها به کف آکواریوم می‌روند.